# Mycielin (Dźwierzuty)
Mycielin (deutsch Mietzelchen) ist ein kleiner Ort in der polnischen Woiwodschaft Ermland-Masuren und gehört zur Gmina Dźwierzuty (Mensguth) im Powiat Szczycieński (Kreis Ortelsburg).

## Geographische Lage
Mycielin liegt am Südufer des Samplatter Sees (polnisch Jezioro Sąpłaty) in der südlichen Mitte der Woiwodschaft Ermland-Masuren, 19 Kilometer nordwestlich der Kreisstadt Szczytno (deutsch Ortelsburg).

## Geschichte
Der kleine Ort Mitzelchen wurde am 23. Juni 1852 gegründet und wurde bis dahin Abbau Samplatten genannt. Im Jahre 1905 zählte er 29 Einwohner in vier Wohnhäusern. Bis 1945 war Mietzelchen ein Wohnplatz innerhalb der Gemeinde Samplatten (polnisch Sąpłaty) im ostpreußischen Kreis Ortelsburg.
Mit dem gesamten südlichen Ostpreußen wurde Mietzelchen in Kriegsfolge 1945 an Polen überstellt und erhielt die polnische Namensform „Mycielin“. Heute ist der Weiler (polnisch Osada) eine Ortschaft innerhalb der Landgemeinde Dźwierzuty (Mensguth, Dorf) im Powiat Szczycieński (Kreis Ortelsburg), bis 1998 der Woiwodschaft Olsztyn, seither der Woiwodschaft Ermland-Masuren zugehörig.

## Kirche
Kirchlicherseits war Mietzelchen bis 1945 sowohl in die evangelische Kirche Mensguth in der Kirchenprovinz Ostpreußen der Kirche der Altpreußischen Union als auch in die dortige katholische Kirche innerhalb des Bistums Ermland eingepfarrt. Der Bezug zu dem jetzt Dźwierzuty genannten Kirchort besteht auch heute noch für beide Konfessionen.

## Verkehr
Mietzelchen liegt an einer Nebenstraße, die Grzegrzólki (Kukukswalde) mit Sąpłaty (Samplatten) verbindet. Eine Bahnanbindung existiert nicht.